# ضريح أوحدي المراغي
ضريح أوحدي المراغي هو ضريح يقع في مراغة وسط حديقة كبيرة، وقد دُفن فيه أوحدي المراغي، وهو أحد العرفاء والشعراء المشهورين.